# Aldrià
Aldrià, Audren en gal, (vers 430 - 464) fou un cap llegendari dels bretons d'Armòrica, considerat com el primer comte de Cornualla. Apareix com a fill de Salomó d'Armòrica. En gal se l'esmenta com Audren ap Selyfan, que vol dir fill de Salomó. Era fill de Salomó d'Armòrica i de Flàvia ferch Patricius Flavius (i sigui Flàvia filla del patrici Flavius. Algunes vegades se l'esmenta com a Daniel de Cornualla. Es va aixecar en revolta contra els romans als que va expulsar de Nantes, Guérande, Saint-Malo i Léon, i va arribar fins a l'Orleanesat. Es va casar amb una princesa irlandesa i se li assignen com a fills:
- Eric de Cornualla,
- Jutherd de Cornualla, comte de Rennes,
- Gania que es suposa que fou l'esposa de Chlodió de Thérouanne, fill del rei de Thérouanne,
- Maxenti o Maxenci, comte de Cornualla,
- Budic II de Cornualla anomenat Llydaw (que voldria dir Bretanya Armoricana en gal).